# Raptrix intermedia
Raptrix intermedia es una especie de mantis de la familia Acanthopidae.

## Distribución geográfica
Se encuentra en Brasil.